# Smeddammen, Värmland
Smeddammen är en sjö och damm i Lesjöfors i Filipstads kommun i Värmland och ingår i Göta älvs huvudavrinningsområde.

## Idrott
Bandylaget Lesjöfors IF, kallade Bandybaronerna spelade sin första match 1929 på denna sjö. 
I en annan match på sjön, 1931, var isen knappt bärkraftig och vid ett hörnslag vid planens norra del, när alla spelarna var samlade runt målet, började isen plötsligt sjunka och den sjönk så hastigt att många av spelarna inte han rädda sig från plurret utan fick lov att bli uppdragna av sina med- och motspelare. Denna händelse och det datumet är vad som brukar kallas Lesjöfors "bandydop".
Även simtävlingar har anordnats i sjön. Bland annat har den svenske världssimmaren Arne Borg tävlat här.